# Valentina (diseñadora)
Valentina Nicholaevna Sanina Schlee (Kiev, 1 de mayo de 1899-14 de septiembre de 1989), conocida simplemente como Valentina, fue una diseñadora de moda ucraniana nacionalizada estadounidense, activa desde 1928 hasta finales de la década de 1950.

## Biografía

### Primeros años
Schlee nació y creció en Kiev, actual Ucrania. Se encontraba estudiando arte dramático en Járkov cuando estalló la Revolución de Octubre en 1917. Conoció a su esposo, el financiero ruso George Schlee (fallecido en 1964), en la estación de ferrocarril de Sebastopol cuando huía del país con las joyas de su familia. George Schlee es reconocido principalmente por su amistad de veinte años con la estrella de cine Greta Garbo.

### Carrera
La pareja llegó a Nueva York en 1923. Allí se convirtieron en miembros destacados de la sociedad de los cafés durante la década de 1920. En esa época, Valentina ya era reconocida como una referente de la moda, al usar vestidos hasta el suelo mientras otras mujeres llevaban faldas cortas y vestidos de cuello bajo.
Abrió una pequeña casa de vestidos de alta costura, Valentina's Gowns, en Madison Avenue en 1928. Su primer encargo de vestuario para teatro lo realizó para la actriz Judith Anderson en la obra Come of Age en 1933. Su trabajo tuvo una buena recepción, y estableció su reputación como diseñadora. Vistió a actrices de la época como Lynn Fontanne, Katharine Cornell, Greta Garbo, Gloria Swanson, Gertrude Lawrence y Katharine Hepburn. También vistió a destacadas mujeres de la sociedad neoyorquina, como los miembros de las familias Whitney y Vanderbilt. En 1950 presentó un perfume, de nombre My Own.

### Últimos años y legado
Cerró su casa de moda a finales de la década de 1950. Murió de la enfermedad de Parkinson en 1989, a los noventa años. Como ella y Garbo vivían en el mismo edificio de Nueva York -y a Valentina le molestaba la estrecha amistad de Garbo con su marido George a principios de los años 1960, justo antes de que éste muriera-, ambas tenían un elaborado horario establecido para no cruzarse nunca en el vestíbulo de su edificio.
En 2009, Valentina: American Couture and the Cult of Celebrity, una gran exposición retrospectiva se inauguró en el Museo de la Ciudad de Nueva York. Fue la primera exposición que recorría la carrera de Valentina y presentaba vestidos, accesorios, fotografías e impresos nunca antes expuestos procedentes de las colecciones del Museo de la Ciudad de Nueva York, de la familia de la diseñadora y de otras colecciones.